# Trichocyclus bugai
Trichocyclus bugai är en spindelart som beskrevs av Huber 200. Trichocyclus bugai ingår i släktet Trichocyclus och familjen dallerspindlar.
Artens utbredningsområde är Western Australia. Inga underarter finns listade i Catalogue of Life.